# IC 779
IC 779 је спирална галаксија у сазвјежђу Береникина коса која се налази на листи објеката дубоког неба у Индекс каталогу.
Деклинација објекта је + 29° 52' 58" а ректасцензија 12h 19m 38,7s. Привидна величина (магнитуда) објекта IC 779 износи 14,5 а фотографска магнитуда 15,2. IC 779 је још познат и под ознакама UGC 7369, MCG 5-29-53, CGCG 158-66, PGC 39690.